# نیوبیوم اوکسی‌کلرید
نیوبیوم اوکسی‌کلرید (به انگلیسی: Niobium oxychloride) یک ترکیب شیمیایی است. شکل ظاهری این ترکیب، بلورهای سفید است.